# Willi Pürstl
Willi Pürstl (né le 10 janvier 1955 à Schöder, Styrie) était un sauteur à ski autrichien.

## Tournée des quatre tremplins
- Vainqueur en 1974/1975.